# Dodawanie Minkowskiego
Dodawanie Minkowskiego – działanie określone na rodzinie wszystkich (niepustych) podzbiorów danej przestrzeni liniowej {\displaystyle X} wzorem
{\displaystyle A+B=\{a+b\colon a\in A,\;b\in B\}.}
Powyższa definicja ma sens dla dowolnego zbioru {\displaystyle X} z określonym działaniem {\displaystyle +} (np. {\displaystyle (X,+)} może być grupą, zob. iloczyn kompleksowy), jednakże najczęściej jest ono rozpatrywane w kontekście przestrzeni liniowych. Wynik dodawania Minkowskiego nazywany jest sumą Minkowskiego.
Gdy {\displaystyle a} jest dowolnym elementem przestrzeni {\displaystyle X} oraz {\displaystyle A} jest jej podzbiorem, to stosuje się oznaczenia
{\displaystyle a+B:=\{a\}+B} oraz {\displaystyle A+b:=A+\{b\}.}

## Własności
- Dodawanie Minkowskiego jest łączne, przemienne i rozdzielne względem sumy zbiorów, tzn.

{\displaystyle A+(B\cup C)=(A+B)\cup (A+C)}
dla dowolnych podzbiorów {\displaystyle A,B} i {\displaystyle C} przestrzeni liniowej {\displaystyle X} (por. modularność).
- Zbiór {\displaystyle \{0\}} jest elementem neutralnym dodawania Minkowskiego.
- Suma Minkowskiego dwóch zbiorów wypukłych jest wypukła.
- Zachodzi następująca nierówność dotycząca mocy sumy Minkowskiego:

{\displaystyle |A+B|\leqslant |A|\cdot |B|.}
- W przestrzeni liniowo-topologicznej, suma Minkowskiego dwóch zbiorów zwartych jest zbiorem zwartym. Jeżeli {\displaystyle X} jest metryzowalną przestrzenią liniowo-topologiczną, to dodawanie Minkowskiego jest ciągłe względem metryki Hausdorffa w rodzinie zwartych podzbiorów {\displaystyle X.}

### Nierówność Brunna-Minkowskiego
Jeżeli {\displaystyle \mu } oznacza miarę Lebesgue’a w przestrzeni {\displaystyle \mathbb {R} ^{n}} oraz {\displaystyle A} i {\displaystyle B} są zbiorami wypukłymi w {\displaystyle \mathbb {R} ^{n},} to
{\displaystyle \mu (A+B)^{1/n}\geqslant \mu (A)^{1/n}+\mu (B)^{1/n}}
Powyższa nierówność nazywana jest nierównością Brunna-Minkowskiego. Nierówność ta jest górnym ograniczeniem objętości sumy dwóch zbiorów mierzalnych w przestrzeni euklidesowej.

## Przykład
Dla podzbiorów płaszczyzny
{\displaystyle A=\{(1,0),(0,1),(0,-1)\},} {\displaystyle B=\{(0,0),(1,1),(1,-1)\},}
ich sumą Minkowskiego jest zbiór
{\displaystyle A+B=\{(1,0),(2,1),(2,-1),(0,1),(1,2),(0,-1),(1,-2)\}.}
Jeżeli {\displaystyle A} i {\displaystyle B} są trójkątami równoramiennymi (które są wypukłe), to ich sumą Minkowskiego jest sześciokąt wypukły, o którym można powiedzieć, iż powstał z przesuwania {\displaystyle A} wzdłuż krawędzi {\displaystyle B,} jak na rys. 3-4.

Rys. 1
Rys. 2
Rys. 3